# Malvastrum corchorifolium
Malvastrum corchorifolium är en malvaväxtart som först beskrevs av Louis Auguste Joseph Desrousseaux, och fick sitt nu gällande namn av Britt. och John Kunkel Small. Malvastrum corchorifolium ingår i släktet Malvastrum och familjen malvaväxter. Inga underarter finns listade i Catalogue of Life.